# WASH-Netzwerk
Das WASH-Netzwerk („WASH“ für WAsser, Sanitärversorgung, Hygiene) ist ein 2011 gegründetes Netzwerk von 30 deutschen Nichtregierungsorganisationen mit Sitz in Berlin. Die Mitglieder des Netzwerkes sind schwerpunktmäßig in der Entwicklungszusammenarbeit oder der humanitären Not- und Übergangshilfe tätig und im WASH-Bereich aktiv; das Ziel soll sein, dass „alle Menschen Zugang zu einer nachhaltigen und sicheren Wasser- und Sanitärversorgung haben und eigenverantwortlich grundlegende Prinzipien der Hygiene praktizieren“.

## Ziele
Auch wenn im WASH-Sektor großer Bedarf besteht und potenziell hoher Nutzen aus der Verbesserung von Wasser- und Sanitärversorgung weltweit gewonnen werden könnte, steht der Sektor noch immer vor großen Herausforderungen. Heute (Stand Juni 2020) werden 2 Milliarden Menschen von einer sicheren Trinkwassergrundversorgung ausgeschlossen, etwa die Hälfte der Weltbevölkerung hat keine sichere Toilette oder Latrine, während 494 Millionen im Freien defäkieren. 30 % der Weltbevölkerung hat zudem keine eigene Handwaschgelegenheit mit Wasser und Seife auf dem Grundstück. Die Menschenrechte auf Wasser und Sanitärversorgung sind also nicht für alle Menschen gewährleistet.
Zusammen mit lokalen Partnern will das Netzwerk einen „kohärenten, wirkungsvollen und nachhaltigen Beitrag“ zur Umsetzung dieses Menschenrechtes leisten. Außerdem soll durch das Netzwerk der gesamte deutsche WASH-Sektor in den Bereichen humanitäre Not- und Übergangshilfe sowie Entwicklungszusammenarbeit gestärkt werden. Das WASH-Netzwerk möchte dazu beitragen, dass sowohl die Wirtschaft, als auch die Zivilgesellschaft, Politik, Wissenschaft und die Öffentlichkeit im Allgemeinen das Themenfeld WASH als zentrale Globale Herausforderung wahrnehmen und danach handeln.

## Geschichte
Das WASH-Netzwerk ist hervorgegangen aus einer Arbeitsgruppe des Forums für Umwelt und Entwicklung. In dieser wurde der Bedarf einer besseren Vernetzung deutscher Hilfsorganisationen im Bereich WASH festgestellt. Daraufhin fand eine Befragung von 38 Nichtregierungsorganisationen statt, die zeigte, dass fast alle der befragten Organisationen an einem Netzwerk Interesse hätten. Daraufhin fand ein Gründungs-Workshop bei der Welthungerhilfe in Bad Godesberg statt, um die Gründung vorzubereiten und die Vision und Ziele des Netzwerkes zu entwickeln. Das WASH-Netzwerk wurde schließlich am 20. Juni 2011 in Räumen von Malteser International Köln gegründet. Heute hat es 30 Mitglieder. Das Sekretariat des WASH-Netzwerks wird von der German Toilet Organization in Berlin gehostet und verwaltet.

## Aktivitäten
Ein Mitglied des WASH-Netzwerks, Wash United, initiierte im Jahr 2014 den 28. Mai als alljährlichen Menstrual Hygiene Day / Internationaler Tag der Menstruationshygiene. Das Netzwerk gibt Publikationen heraus und veranstaltet verschiedene Trainings.

### Konferenzen
Auf der Bonner Nexus-Konferenz 2011 hielt das Netzwerk eine Veranstaltung zu dem Thema „Ohne adäquate Wasser-, Sanitärversorgung und Hygiene ist Ernährungssicherheit für alle nicht zu erreichen“ mit anschließender Podiumsdiskussion. Vorsitz dieser Veranstaltung führte die Zweite Vorsitzende des Beratergremiums des Generalsekretärs der Vereinten Nationen Uschi Eid.
Auf der Weltwasserwoche 2012 in Stockholm führte das WASH-Netzwerk gemeinsam mit dem Water and Sanitation Programm der Weltbank ein Seminar zu dem Thema „Keine Ernährungssicherheit ohne Wasser, Sanitärversorgung und Hygiene“ durch. Ebenfalls auf der Weltwasserwoche, aber im Jahr 2013 fand in Zusammenarbeit mit Sanitation and Water for All das Seminar „Aid Effectiveness in WASH Relief to Development Transition“ statt.
Im Jahr 2015 veranstaltete das WASH-Netzwerk mit dem Bonn WASH Nutrition Forum 2015 die erste globale Konferenz zur besseren Integration der beiden Handlungsfelder WASH und Ernährungssicherung.

### Trainings
Das WASH-Netzwerk veranstaltet in Zusammenarbeit mit dem Auswärtigen Amt „Regionale Workshops zur Stärkung der humanitären WASH-Preparedness und -Nothilfe Kapazitäten“, bei denen durch die Stärkung von lokalen Akteuren eine langfristige und nachhaltige Verbesserung der Lage von Menschen in Krisen- und Katastrophensituationen geschaffen werden soll. Die Workshops finden im englischsprachigen und frankophonen Afrika, in Asien sowie der MENA-Region (Middle East, North Africa) statt.
Darüber hinaus finden „WASH Training of Trainers“ statt, in welchen die Teilnehmende dazu befähigt werden, selbst regionale WASH-Trainings zu entwickeln und durchzuführen.
Außerdem fanden Trainings zu WASH und Ernährungssicherung (WASH and Nutrition) sowie zu Markt-basierten Ansätzen und Bargeldhilfe für die humanitäre Hilfe im Bereich WASH statt.

### Internationale Koordinierung
Das WASH-Netzwerk ist aktives Mitglied in den wichtigsten globalen Koordinierungsmechanismen des WASH Sektors. So fungiert es als Schnittstelle der deutschen Hilfsorganisationen zum Global WASH Cluster, welcher die humanitäre Hilfe im Bereich WASH auf Basis eines Mandats des Interagency Standing Committee koordiniert. Das WASH-Netzwerk ist zudem in verschiedenen Arbeitsgruppen des Global WASH Clusters vertreten, welche dem WASH-Sektor bei technischen und thematischen Fragen unterstützen.
Im Bereich der Entwicklungspolitik ist das WASH-Netzwerk in der globalen Partnerschaft Sanitation and Water for All aktiv.
Außerdem koordiniert das WASH-Netzwerk den Humanitarian-Development-Peace Nexus (Triple Nexus). Der Nexus zwischen der humanitären Hilfe und der Entwicklungszusammenarbeit ist eine globale Initiative zur Stärkung der Resilienz von WASH Versorgungssystemen.

## Publikationen
Über die Jahre hinweg hat das WASH-Netzwerk eine Reihe von größeren Publikationen sowie ePaper veröffentlicht. Die Themen der ePaper gehen von „WASH Capacity Development“ über „WASH und Ernährungssicherung“ bis hin zu „Market Based Programming in Humanitarian WASH“. Die bisherigen Publikationen des Netzwerkes umfassen die folgenden Titel:
- Compendium of Faecal Sludge Management (FSM) Technical Options in Emergencies (2015)
- Linking Relief and Development in the WASH Sector (2013)
- 2 + 6 = 17 Linking WASH and Nutrition - A Blueprint for Living  SDG 17 (2017)
- Compendium of Sanitation Technologies in Emergencies (2018)
- Guidance on Market-Based-Programming for Humanitarian WASH Practitioners (2019)
- Positionspapier WASH - Wasser, Sanitärversorgung und Hygiene für alle (2019)[19]
- Market-Based-Programming in WASH - Technical Guidance for Humanitarian Practitioners (2021)
- Compendium of Water Supply Technologies in Emergencies (2021)
- Forderungen 2022: Wasser, Sanitärversorgung und Hygiene für alle (2022)
- Compendium of Hygiene Promotion in Emergencies (2022)

## Mitglieder
(Stand: Oktober 2024)
- action medeor
- Arbeiter-Samariter-Bund
- arche noVa
- BORDA
- CARE International
- DAHW Deutsche Lepra- und Tuberkulosehilfe
- German Doctors
- German Toilet Organization
- Goldeimer
- Help – Hilfe zur Selbsthilfe
- Hoffnungszeichen – Sign of Hope
- Ingenieure ohne Grenzen
- Johanniter
- Malteser International
- Oxfam Deutschland
- Plan
- seecon impact
- Tearfund Deutschland
- Terra Tech Förderprojekte
- Tierärzte ohne Grenzen
- Vision Hope International
- Viva con Agua
- Wash United
- WasserStiftung
- WaterAid
- WECF
- well:fair foundation
- Welthungerhilfe
- Water Integrity Network
- World Vision Deutschland